# Institucions provisionals d'autogovern

Logo de les Institucions provisionals d'autogovern

Les Institucions provisionals d'autogovern (en albanès Institucionet e përkohshme të vetëqeverisjes, en serbi Привремене институције самоуправе, Privremene institucije samouprave) són els cossos administratius locals de Kosovo establerts per la MINUK (Missió d'administració provisional de les Nacions Unides a Kosovo) segons la Resolució 1244 del Consell de Seguretat de les Nacions Unides. Aquesta resolució, la qual posà fi al conflicte de Kosovo el 1999, va estipular una administració internacional interina per Kosovo que havia d'establir i supervisar el desenvolupament d'«institucions provisionals i democràtiques d'autogovern». Kosovo ha estat tema de disputes territorials i polítiques entre el govern de Sèrbia (i, anteriorment, de Iugoslàvia) i la població de Kosovo, majoritàriament d'ètnia albanesa. El 2006 van començar les negociacions internacionals per determinar l'estatus de Kosovo; vegeu Independència de Kosovo.